# Строганов (посёлок)
Строганов — поселок в Унечском районе Брянской области в составе Найтоповичского сельского поселения.

## География
Находится в центральной части Брянской области на расстоянии приблизительно 6 км на юг по прямой от районного центра города Унеча.

## История
Упоминался с 1920-х годов. На карте 1941 года отмечен как Строганов (Яськов Сруб) с 28 дворами.

## Население
Численность населения: 8 человек (русские 100 %) в 2002 году, 15 в 2010.